# Шипилов, Сергей Александрович
Серге́й Алекса́ндрович Шипи́лов (род. 17 мая 1959, Архангельск, Архангельская область, РСФСР, СССР) — российский серийный убийца и насильник, приговорённый к пожизненному лишению свободы за 14 убийств и 9 изнасилований. В основном убивал в городе Вельске. Особенностью преступлений являлось то, что большинство убийств маньяк совершил, отбывая тюремный срок.

## Биография

### Жизнь до убийств
Сергей Шипилов родился 17 мая 1959 года в городе Архангельске в простой рабочей семье. Помимо него, в семье была сестра на два года младше него. Когда Сергею было семь лет, у него умерла мать, и, с его слов, отец стал постоянно приводить домой женщин и беспробудно пьянствовать. Он умер в 1978 году от последствий операции на печени.
До начала серии преступлений Шипилов вёл ничем не примечательную жизнь: получил средне-специальное образование, с 21 апреля 1978 года по 24 мая 1980 года служил в армии, женился, имел на иждивении трёх детей. Работал мастером в ПТУ, где обучал учащихся вождению. На работе характеризовался крайне положительно, в результате чего получил возможность пользоваться служебным автомобилем по своему усмотрению.

### Начало серии убийств и первый срок
Первое убийство Шипилов совершил в 1995 году, когда вечером 23 октября забил насмерть металлическим прутом и ограбил женщину в микрорайоне Цигломень в Цигломенском округе города Архангельска. В этом преступлении он сознался только в 2016 году.
В апреле 1996 года продолжилась серия убийств и изнасилований в Архангельске. Когда Сергей ехал на своём грузовике, он взял попутчицу (Светлану Куроптеву). С его слов, она сама в подпитом состоянии согласилась на интимную связь. Однако после этого Шипилов убил женщину, нанеся ей несколько ножевых ран. Примечателен тот факт, что у «неопытного» маньяка нож во время убийства сломался, и лезвие застряло в теле жертвы. Позднее Шипилов признался, что боялся того, что его попутчица придёт к нему домой и расскажет об измене жене. Тело жертвы он закопал на территории Архангельского кирпичного завода.
В течение года он убил ещё двух женщин — Марину Ларионову и Светлану Гордееву. Действовал идентичным способом. Их тела он закопал на территории Приморского района Архангельской области. Трупы были обнаружены лишь после поимки преступника. 
В июне 1996 года в районе посёлка Талаги Приморского района Архангельской области Шипилов напал на женщину, оглушил её ударом кулака и застрелил из самопала. Тело закопал в лесу. В этом преступлении маньяк сознался только в 2016 году. 
В конце 1996 года Шипилов совершил изнасилование. Жертве удалось спастись (по другой информации, Шипилов сам её отпустил), и она заявила на маньяка в милицию. Шипилова арестовали. В салоне его автомобиля была найдена бусинка из разорванного украшения жертвы. Кроме того, было доказано ещё 8 изнасилований, совершённых Шипиловым в течение 1996 года. 16 января 1997 года Приморский районный суд приговорил его к 8 годам лишения свободы в колонии общего режима. В 5 совершённых убийствах Шипилова даже не подозревали.
Позднее, уже отбывая пожизненное лишение свободы, Шипилов заявлял, что никакого изнасилования не было: половой акт с женщиной, заявившей в милицию, был по обоюдному согласию, а подала она заявление «для того, чтобы денег на нём заработать».

### В колонии, продолжение серии убийств
Прибыв в колонию УГ-42/14 города Вельска Архангельской области, Шипилов вскоре придумал уникальную схему, по которой впоследствии и совершал все преступления. В данной колонии практиковалась так называемая бесконвойная система содержания, то есть осуждённые могли свободно перемещаться по территории колонии и даже иногда выезжать по нуждам администрации за её пределы. Шипилов сразу же понял, как это можно использовать в собственных преступных целях. Летом 1998 года за хорошее поведение он стал ассенизатором колонии и часто выезжал на машине с фекалиями на свалку.
8 декабря 1998 года он совершил шестое убийство, жертвой стала 19-летняя Татьяна Доильницына. Её труп, в отличие от остальных, он не закопал, а только прикрыл ветками. После этого Шипилов затаился, так как очень боялся поимки, но когда пришёл на место преступления и выяснил, что труп так и не нашли, благополучно закопал его и решил продолжать серию. Следующее убийство он совершил 16 мая 1999 года; в этот день он подобрал у остановки в деревне Лукинская 26-летнюю Ольгу Акинихову, увёз в лес, изнасиловал и задушил. Через неделю, 24 мая, Шипилов убил ещё одну женщину — 27-летнюю Ирину Зотову. Тела он закапывал на конечном пункте своего маршрута — на свалке. За июнь Шипилов совершил ещё 4 убийства — 11 июня он убил 18-летнюю Анну Калабанову, 18 июня — 17-летнюю Анну Палкину, 21 июня — 36-летнюю Тамару Власову и 27 июня — 37-летнюю Ольгу Мартемьянову; все эти жертвы — женщины среднего возраста. Только 3 жертвы убийцы были молодыми девушками; по его же собственному признанию, сделанному после ареста, «ему было жаль молодых, девственниц», поэтому он переключился на средневозрастных женщин. В июле и августе Шипилов вновь затаился, а 22 и 24 сентября он совершил последние убийства — 50-летней Тамары Буймер и 44-летней Зинаиды Шороховой.
Все убийства совершались Шипиловым продуманно. Он подбирал на пустынных дорогах голосующих женщин. Из пассажирской двери им был удалён открывающий механизм, таким образом, жертвам был отрезан путь к отступлению. По дороге он предлагал женщинам выпить водки, а получив вежливый отказ, останавливал машину в безлюдном месте и совершал преступные деяния. В одном из интервью преступник сказал журналистам, что убивал только тех, кого считал проститутками, и всегда высаживал тех, кто отказывался с ним пить. Однако позже следствием было установлено, что алкоголь вливался жертвам насильно: Шипилов переливал напиток в пластиковую бутылку, а на пробке делал резьбу, тем самым облегчая себе «процедуру» спаивания. Имущество жертв он присваивал себе, и когда выходил в отпуск (тогда «бесконвойникам» дозволялось уходить в отпуск и на время покидать место заключения), дарил их своим родственникам, проживавшим в Архангельске.

### Арест, следствие и суд
Следственная группа, созданная при Прокуратуре Архангельской области, безуспешно занималась расследованием исчезновений женщин. Тем не менее, однажды они видели проезжавшую мимо места, где пропала очередная жертва, ассенизаторскую машину Шипилова. Выяснили, что чаще всего по этой дороге проезжала ассенизаторская машина «ГАЗ-53» из колонии УГ-42/14, а график выездов Шипилова из колонии совпадал с датами убийств. 10 октября 1999 года Сергея задержали. Против него не было никаких прямых улик, и долгое время убийца не давал никаких показаний, но позже у него сдали нервы, и Шипилов совершил попытку суицида (вскрыл вены). Врачи скорой помощи смогли его откачать, и он признался в совершении 12 убийств, в том числе трёх, совершённых им в Архангельске до первого ареста. На допросах Шипилов спокойно рассказывал, как убивал и насиловал, демонстрировал удивительную память, в мельчайших подробностях описывая злодеяния и показывая с невероятной точностью места захоронений. На вопрос следователя о том, хочет ли он ещё убивать, он ответил, что хочет и что у него даже «есть ещё разные наработки, как убивать жертв». Несмотря на изнасилование каждой из жертв, Шипилов не признаёт сексуальную подоплёку как главный мотив преступлений. С его слов, им двигала только жажда «преступления ради преступления».
25 октября 2000 года Архангельский областной суд признал Сергея Шипилова виновным в совершении 12 убийств и 9 изнасилований и приговорил его к пожизненному лишению свободы. Верховный суд России оставил приговор без изменения, после чего преступник был этапирован в исправительную колонию особого режима для пожизненно осуждённых «Чёрный дельфин» в городе Соль-Илецке.

### Новый судебный процесс
В начале 2016 года Сергей Шипилов, находясь на особом режиме, вероятно, не выдержал условий содержания и признался в совершении ещё нескольких преступлений. Его этапировали в Архангельский следственный изолятор, где поместили в единственную одиночную камеру. Он признался ещё в двух убийствах, совершённых в 1995 и 1996 годах в Архангельске и посёлке Талаги. 25 мая 2016 года суд приговорил его к 9,5 годам лишения свободы — данное наказание поглощено пожизненным лишением свободы.
По словам Евы Меркачёвой, в интервью Сергей Шипилов сказал ей, что на самом деле не совершал этих убийств, а взял их на себя в обмен на перевод в другую колонию, которого так и не произошло.
Эксперты не исключают, что Шипилов может вспомнить и о других преступлениях, совершённых им ранее.

## В массовой культуре
- Документальный фильм «Адская бочка» из цикла «Криминальная Россия» (2001)
- Документальный фильм «Маньяки из „Чёрного дельфина“» из цикла «Пожизненно лишённые свободы» (2010)
- Документальный фильм «Аномальная зона» из цикла «Незримый бой» (2013)